# Pacifismo
(Hermann Hesse)

Simbolo della pace, ideato dal grafico inglese Gerald Holtom nel 1958 per la campagna contro gli armamenti nucleari. Rappresenta la sovrapposizione delle lettere N e D (Nuclear Disarmament) del codice nautico delle segnalazioni con le bandiere a mano.

Il pacifismo è una filosofia che rappresenta il rifiuto della guerra e diversi movimenti sociali che nel corso della storia hanno agito ed agiscono affinché tale filosofia venga messa in pratica. 
Secondo il Dizionario Italiano De Mauro, l'aggettivo "pacifista" è attestato dal 1905, come derivato dall'aggettivo francese pacifique. Il sostantivo "pacifismo" invece è attestato tre anni dopo, nel 1908. La data non sembra casuale, in quanto nel 1907 per la prima volta un italiano, Ernesto Teodoro Moneta, aveva ricevuto il Premio Nobel per la Pace. Un termine correlato è ahiṃsā (non nuocere), che è un concetto fondamentale nelle religioni indiane come l'induismo, il buddismo e il giainismo. 
L'antonimo di pacifista è guerrafondaio.
Nei tempi moderni, l'interesse è stato ravvivato da Lev Tolstoj nei suoi ultimi lavori, in particolare in Il regno di Dio è in voi. Il Mahatma Gandhi ha proposto la pratica della resistenza nonviolenta che ha chiamato satyagraha, fondamentale nel suo ruolo nel movimento d'indipendenza indiano. La sua efficacia è stata di ispirazione per Martin Luther King Jr. e molti altri nel movimento per i diritti civili degli afroamericani.

## Definizione
Il termine si riferisce a un ampio spettro di posizioni, da quelle più moderate a quelle più estremiste, che vanno dalla specifica condanna della guerra a un approccio totalmente nonviolento alla vita. In definitiva, il pacifismo può avere basi etiche (la convinzione che la guerra sia moralmente sbagliata) oppure pragmatiche (la convinzione che la guerra non sia mai efficace). Esistono specifiche concezioni di pacifismo fondate essenzialmente su credenze religiose (e quindi su basi fondamentalmente etiche), oppure su ideologie politiche (con combinazioni variabili di etica e pragmatismo).
Il rifiuto, comune a tutti i sostenitori del pacifismo, a prescindere dalle differenti motivazioni, riguarda la guerra, ovvero quel contenzioso organizzato tra etnie, stati, culture, gruppi sociali, che sia condotto con la forza. E ciò indipendentemente da giustificazioni economiche, territoriali, e ovviamente da quelle imperialistiche volte all'ottenimento di superiorità o dominio in forma esplicita o nascosta. Pacifista è il sostenitore della pace "senza se e senza ma", anche quando l'azione bellica sia giustificata per il suo carattere "preventivo", e quest'ultimo aspetto è diventato dagli ultimi decenni del XX secolo uno degli argomenti più dibattuti. Da ciò l'opposizione all'uso delle armi indipendentemente dalle motivazioni e dai soggetti che l'hanno deciso, anche perché nella più parte dei casi in soggetti posti "in guerra" possono non condividere tale decisione, sicché il "recare morte" può essere motivato da ragioni di necessità (per esempio economiche). Ciò significa innanzitutto due cose:
- che chi fa la guerra reca morte senza motivazioni personali;
- che per la gran parte a subire le conseguenze della guerra sono popolazioni civili inermi per "danni collaterali".

Su tutte le altre forme di violenza bisognerebbe soffermarsi caso per caso, con il rischio di generalizzare e dunque di banalizzare il concetto. In questo senso, è bene evitare di effettuare un qualsivoglia parallelo tra le situazioni di guerra e i conflitti interpersonali, aspetto, questo, piuttosto fuorviante in seno alle discussioni sulle opportunità delle varie strategie di risoluzione dei conflitti. L'unica somiglianza riscontrabile tra un conflitto bellico ed uno interpersonale risiede nella constatazione che – come in politica internazionale – la maggior parte dei conflitti interpersonali non si risolve affatto con la violenza, ma in modi pacifici (a patto di accettare di considerare le minacce un mezzo pacifico).
In altre parole, non solo il pacifista ritiene che la pace sia un'opzione migliore dal punto di vista morale: egli/ella ritiene anche che sia sempre la soluzione più efficace, funzionale, ovvero – banalmente – la più conveniente da tutti i punti di vista, qualora l'obiettivo da risolvere sia un conflitto. Spesso, anche se non sempre, si intreccia con l'antimilitarismo e la nonviolenza.
Un elemento importante da considerare è la varietà e il grado di efficacia delle strategie di lotta pacifiste, infatti è opinione abbastanza diffusa che, a parte il celebre esempio del Mahatma Gandhi, non ci siano esempi rilevanti di pacifismo efficiente dopo di lui. In realtà tale opinione, basata anche sull'imponenza quasi mitica conseguita dall'attività del Mahatma, è stata spesso smentita. Strategie pacifiche e non-violente efficaci, per quanto non imponenti, hanno dato spesso i risultati sperati, anche in contesti non certo facili e contro avversari considerati tra i più crudeli e sanguinari criminali della storia. Alcuni esempi:

## Storia
La difesa del pacifismo può essere trovata in molti esempi antichi nella storia e nella letteratura.

### Prime tradizioni
Nel Daodejing troviamo diversi versi pacifisti:
strumenti del malvagio
che le creature han sempre detestati.
Per questo non rimane chi pratica il Tao.
Il saggio, che è pacifico, tiene in pregio la sinistra,
chi adopera l'armi tiene in pregio la destra.
Ecco che son l'armi:
strumenti del malvagio
non strumenti del saggio,
il quale li adopra solo se non può farne a meno.
Avendo per supreme pace e quiete,
lei vince ma non se ne compiace,
chi se ne compiace
gioisce nell'uccidere gli uomini.
Ora chi gioisce nell'uccidere gli uomini
non può attuare i suoi intenti nel mondo.»
(Daodejing 31)

### Età moderna

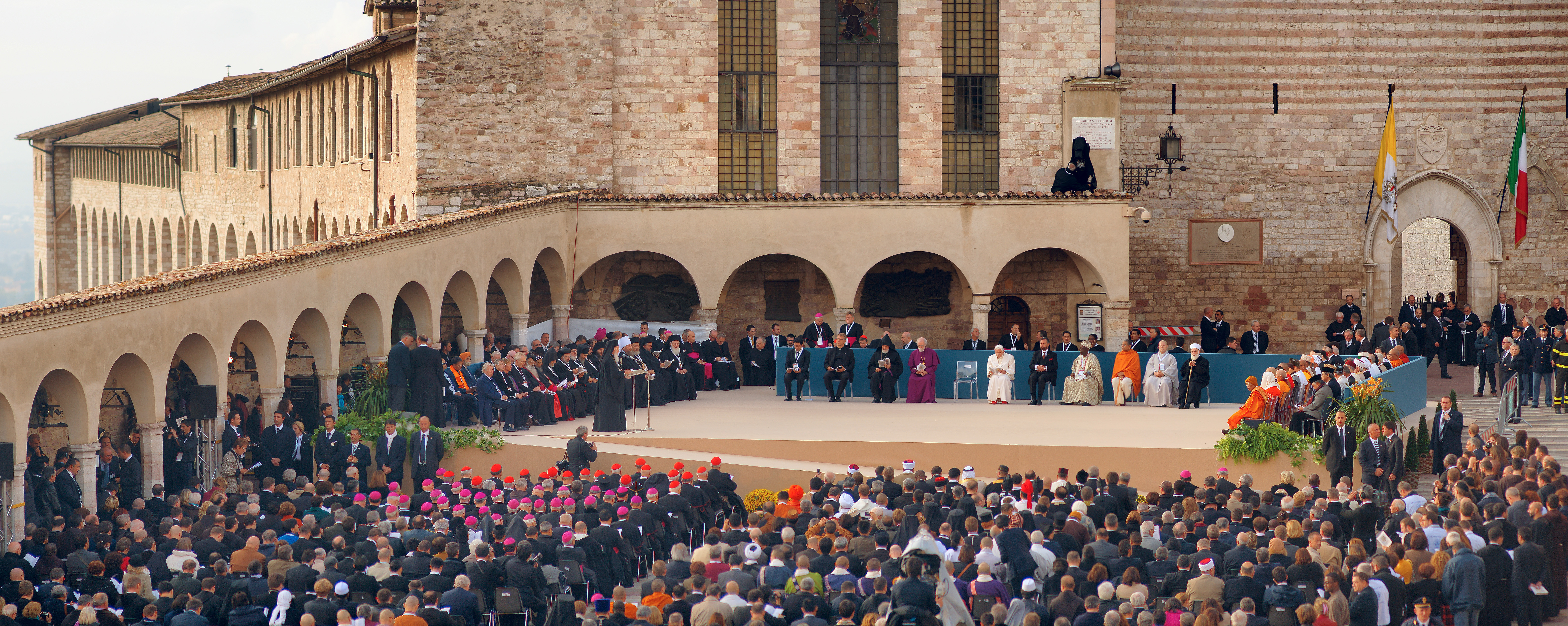
Quarta giornata mondiale della pace (Assisi, 2011)

L'enciclopedia Treccani considera Charles-Irénée Castel de Saint-Pierre come il primo pacifista occidentale.
Egli scrisse Il progetto di pace perpetua che influenzò Jean-Jacques Rousseau, Voltaire, Immanuel Kant e molti altri pensatori dell'illuminismo, può essere considerata come la prima visione dell'unificazione europea, ispiratrice sia della Società delle Nazioni nel 1919 che dell'ONU.
Immanuel Kant, nella sua opera Progetto per la pace perpetua, afferma che la pace può esistere solamente se avviene la diffusione degli Stati liberali, cioè di stati in cui i poteri legislativo, esecutivo e giudiziario sono suddivisi e regna la supremazia del Parlamento.
Secondo questo filosofo, lo Stato liberale, basato su libertà e diritto, è la contrapposizione alla sopraffazione ed alla violenza. Altro motivo è il fatto che se è il parlamento a decidere di fare la guerra, e il parlamento rappresenta il popolo, tale decisione verrà presa solo quando inevitabile.

#### Nascita dei movimenti pacifisti

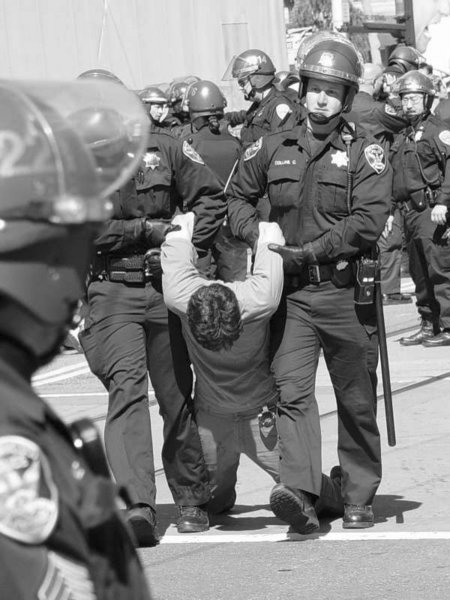
Pacifista trascinato dalla polizia di San Francisco durante le proteste contro la guerra in Iraq, marzo 2003

Durante il XIX secolo, nell'Ungheria dominata dall'Austria, le chiese protestanti subirono una dura repressione. Ai processi contro vescovi e pastori arrestati, gli studenti fecero manifestazioni di solidarietà, in totale silenzio e vestiti di nero. Il popolo intero fece resistenza nonviolenta per l'indipendenza del paese. Furono boicottati i prodotti austriaci; nessuno pagò le tasse. Nel 1866, l'imperatore Francesco Giuseppe introdusse la coscrizione militare per la guerra contro la Prussia: nessuno si presentò.
Sempre nel XIX secolo, la Norvegia ottenne l'indipendenza dalla Svezia con mezzi esclusivamente non violenti, soprattutto per la fondamentale mediazione di Fridtjof Nansen, in seguito Premio Nobel per la pace.

#### Prima e Seconda Guerra Mondiale
Nel 1936 la pressione dei pacifisti indusse il senato degli Stati Uniti di incaricare la Commissione Nye di indagare sull'intervento americano nella prima guerra mondiale. Dall'inchiesta risultò che fu essenzialmente determinato dalla pressione dei fabbricanti di armi e dalle banche che avevano finanziato gli inglesi e volevano rientrare dei loro investimenti.
Durante la seconda guerra mondiale, all'indomani dell'occupazione tedesca della Norvegia, le scuole opposero resistenza non violenta ai nazisti. I tedeschi imposero un loro statuto didattico nel 1941: gli insegnanti scioperarono, sostenuti da genitori, alunni e dalle chiese. Più di mille insegnanti furono arrestati e inviati nei campi di concentramento, nel nord del paese. Centinaia furono torturati, ma pochissimi cedettero. Nel 1942 gli arrestati vennero rilasciati e quello stesso autunno le scuole riaprirono senza i programmi nazisti.
In Danimarca, sempre durante il nazismo, quando furono proclamate le leggi razziali, tutto il popolo si oppose. Quando fu impartito l'ordine di scrivere "Jude" sulle vetrine dei negozi ebrei, tutti i negozianti – anche i non ebrei – lo scrissero. Quando fu imposta la stella gialla agli ebrei, tutta la popolazione, a cominciare dal Re Cristiano X, fece altrettanto. Alla fine, la Danimarca può vantare la percentuale e il numero di ebrei deportati nei campi di concentramento più bassa della II guerra mondiale.

#### Tardo XX secolo
Ibrahim Rugova fondò il suo partito dopo che, nella primavera del 1989, l'allora presidente della Serbia Slobodan Milošević decise con atto unilaterale di abolire l'autonomia del Kosovo. I kosovari di etnia albanese dichiararono allora l'indipendenza dando vita ad un proprio, non riconosciuto governo, in grado di garantire servizi che il governo serbo non intendeva più assicurare (ad esempio in rapporto allo stato sociale e al mantenimento delle tradizioni linguistiche locali). Creatore di un governo ombra del Kosovo, e divenuto interlocutore credibile presso i paesi occidentali, Rugova portò avanti la propria lotta per l'indipendenza del Kosovo con metodi non violenti: per questo fu soprannominato il Gandhi dei Balcani. Per la sua azione diplomatica, riconosciuta dai maggiori governi occidentali, fu premiato nel 1998 con il premio alla libertà di pensiero intitolato ad Andrej Sakharov.
Gli esempi citati appartengono a situazioni sostanzialmente già precipitate, il che non fa giustizia all'idea di pacifismo nella sua totalità, poiché alla soluzione di conflitti già avviati bisogna aggiungere due tipi contesti tutt'altro che marginali:
1. Quelli in cui i mezzi non violenti (diplomazia, manifestazioni, trattati o altro ancora) abbiano evitato 'in via preventiva' il conflitto. Questa porzione di eventi va considerata la maggior forza, anche se la meno eclatante, del pacifismo come soluzione di conflitti "latenti" o imminenti.
2. Quelli in cui l'uso della guerra si sia dimostrato incapace di risolvere il conflitto (l'esempio Israele-Palestina è sin troppo paradigmatico, ma quello dell'Iraq non si discosta poi tanto da tale modello), mettendo semplicemente a nudo la complessa rete di interessi economici che ruota attorno all'industria bellica.

#### Altre lotte nonviolente, persone o forme di pacifismo
- Bertha von Suttner (Praga, 9 giugno 1843 – Vienna, 21 giugno 1914), pacifista austriaca.
- Bertrand Russell (T(rellech, 18 maggio 1872 – Penrhyndeudraeth, 2 febbraio 1970), scienziato britannico che fu incarcerato per la sua attività di pacifista contro la prima guerra mondiale e fu molto attivo pure contro la seconda guerra mondiale.
- Lucio Schirò (Altofonte, 18 marzo 1877 – Scicli, 30 giugno 1961) è stato un giornalista, politico e pastore metodista italiano operante nel profondo sud della Sicilia. Tentò con esiti interessanti di conciliare Cristianesimo e socialismo in un Socialismo evangelico.
- Aldo Capitini (Perugia, 23 dicembre 1899 – Perugia, 19 ottobre 1968) è stato un filosofo, politico, antifascista, poeta ed educatore italiano. Fu uno tra i primi in Italia a cogliere e a teorizzare il pensiero nonviolento gandhiano, al punto da essere appellato come il Gandhi italiano.
- Don Lorenzo Milani (Firenze, 27 maggio 1923 – Firenze, 26 giugno 1967) è stato un presbitero, insegnante, scrittore ed educatore italiano. Figura controversa della Chiesa cattolica negli anni cinquanta e sessanta, discepolo di don Giulio Facibeni, viene ora considerato una figura di riferimento per il cattolicesimo socialmente attivo per il suo impegno civile nell'istruzione dei poveri, la sua difesa dell'obiezione di coscienza (documentata nel libro L'obbedienza non è più una virtù) e per il valore pedagogico della sua esperienza di maestro. Alcune delle persone, all'epoca ragazzi, da lui seguite si impegnarono a loro volta nei sindacati o nella politica, come ad esempio Francesco Gesualdi, autore delle principali guide italiane al consumo critico e fondatore del Centro Nuovo Modello di Sviluppo.
- Danilo Dolci (Sesana, 28 giugno 1924 – Trappeto, 30 dicembre 1997) è stato un sociologo, poeta, educatore e attivista della nonviolenza italiano. Fu soprannominato Gandhi della Sicilia o Gandhi italiano (quest'ultimo soprannome condiviso con altri come Aldo Capitini e Franco Corbelli).
- Martin Luther King Jr., nato Michael King Jr. (Atlanta, 15 gennaio 1929 – Memphis, 4 aprile 1968), è stato un pastore protestante, politico e attivista statunitense, leader dei diritti civili.
- Robert L. Holmes (New York, 28 Dicembre 1935) - filosofo e professore americano, ha tenuto conferenze e pubblicato numerosi libri e articoli accademici che dimostrano la giustificazione morale della nonviolenza e del pacifismo nell'era moderna della guerra sistemica internazionale e del terrorismo.[11][12][13]
- Il termine Rivoluzione di velluto (in ceco sametová revoluce, in slovacco nežná revolúcia) (17 novembre - 29 dicembre 1989) si riferisce alla rivoluzione non violenta che rovesciò il regime comunista cecoslovacco. In precedenza nel 1968 la pacifica evoluzione democratica definita Primavera di Praga fu repressa dall'esercito sovietico e per protesta giovani studenti si autoimmolarono: il primo fu Jan Palach.
- Il Niezależny Samorządny Związek Zawodowy "Solidarność" (Sindacato Autonomo dei Lavoratori "Solidarietà") è un sindacato fondato in Polonia nel settembre 1980 in seguito agli scioperi nei cantieri navali di Danzica e guidato inizialmente da Lech Wałęsa (premio Nobel per la pace nel 1983 e successivamente presidente della repubblica negli anni 1990-1995).
- Nelson Rolihlahla Mandela (Mvezo, 18 luglio 1918 – Johannesburg, 5 dicembre 2013) è stato un politico sudafricano, primo presidente a essere eletto dopo la fine dell'apartheid nel suo Paese e premio Nobel per la pace nel 1993 insieme al suo predecessore Frederik Willem de Klerk. Rivoluzionario e uomo di un governo di riconciliazione e pacificazione, successivamente, fu a lungo uno dei leader del movimento anti-apartheid ed ebbe un ruolo determinante nella caduta di tale regime, pur passando in carcere gran parte degli anni dell'attivismo anti-segregazionista. Uomo simbolo dell'uguaglianza e dell'antirazzismo, premio Nobel, Lenin e Sakharov per pace e libertà di pensiero ha saputo dosare differenti approcci politici e pragmatici alla lotta di liberazione del suo popolo, dalle iniziali teorie di opposizione non violenta di Gandhi, che tenterà anche in seguito di anteporre, alla lotta armata, dal comunismo marxista alla democrazia.
- Padre Alessandro Zanotelli, più noto come Alex Zanotelli (Livo, 26 agosto 1938), è un religioso, presbitero e missionario italiano, facente parte della comunità missionaria dei Comboniani. È l'ispiratore ed il fondatore di diversi movimenti italiani tesi a creare condizioni di pace e di giustizia solidale. Il 23 settembre 2013 gli viene conferita la laurea honoris causa in Giurisprudenza presso il Dipartimento Jonico in "Sistemi giuridici ed economici del Mediterraneo: società, ambiente, culture» dell'Università degli Studi di Bari Aldo Moro. È direttore, sin dalle origini, della rivista nonviolenta fondata da don Tonino Bello, Mosaico di Pace
- La lotta per l'acqua pubblica a Cochabamba, Bolivia, nel 2000.[14]
- Aung San Suu Kyi (birm. [ʔàʊɴ sʰáɴ sṵ tɕì]; Yangon, 19 giugno 1945) è una politica birmana, attiva da molti anni nella difesa dei diritti umani sulla scena nazionale del suo Paese, oppresso da una rigida dittatura militare, imponendosi come leader del movimento non-violento, tanto da meritare i premi Rafto e Sakharov, prima di essere insignita del Premio Nobel per la pace nel 1991. Nel 2007 l'ex Premier inglese Gordon Brown ne ha tratteggiato il ritratto nel suo volume Eight Portraits come modello di coraggio civico per la libertà. Aung San Suu Kyi è attualmente Consigliere di Stato della Birmania, Ministro degli Affari Esteri e Ministro dell'Ufficio del Presidente.
- Con Primavera araba (in arabo الربيع العربي al-Rabīʿ al-ʿArabī) si intende un termine di origine giornalistica utilizzato per lo più dai media occidentali per indicare una serie di proteste ed agitazioni cominciate tra la fine del 2010 e l'inizio del 2011. I paesi maggiormente coinvolti dalle sommosse sono la Siria, la Libia, l'Egitto, la Tunisia, lo Yemen, l'Algeria, l'Iraq, il Bahrein, la Giordania e il Gibuti, mentre ci sono stati moti minori in Mauritania, in Arabia Saudita, in Oman, in Sudan, in Somalia, in Marocco e in Kuwait. Le vicende sono tuttora in corso nelle regioni del Medio Oriente, del vicino Oriente e del Nord Africa.
- Il commercio equo e solidale o commercio equo (o Fair Trade, in inglese) è una forma di commercio che dovrebbe garantire al produttore ed ai suoi dipendenti un prezzo giusto e predeterminato, assicurando anche la tutela del territorio. Si oppone alla massimizzazione del profitto praticata dalle grandi catene di distribuzione organizzata e dai grandi produttori. Carattere tipico di questo commercio è di vendere direttamente al cliente finale i prodotti, eliminando qualsiasi catena di intermediari.
- Beati i costruttori di pace è un'associazione nazionale di volontariato fondata a Padova nel 1985 dal prete diocesano Albino Bizzotto. L'associazione ha come obiettivo la sensibilizzazione della società moderna circa la necessità del disarmo ed il rifiuto della guerra vista come una nuova e più moderna forma di imperialismo. Fra gli attivisti e fondatori di Beati i costruttori di pace vi è anche il padre comboniano Alessandro Zanotelli punto di riferimento del movimento New-global e della Rete Lilliput oltre alla partecipazione alle manifestazioni contro il G8 di Genova del 2001. Negli anni, infatti, si è resa protagonista di svariate iniziative e campagne su temi politicamente molto dibattuti tra cui l'organizzazione di due marce della pace per Sarajevo durante la Guerra dei Balcani e l'adesione nel 2009 al movimento No Dal Molin di Vicenza.
- L'Ora in silenzio contro la guerra è una manifestazione silente di cittadini che si svolge nella principale piazza della città di Genova ogni settimana, ininterrottamente,  dal 2001. Sono esposti piccoli striscioni e distribuiti volantini che commentano dal punto di vista pacifista le tematiche di attualità.
- Il Forum sociale mondiale (indicato anche con l'acronimo FSM; in inglese World Social Forum) è un incontro annuale dei membri dei movimenti per la globalizzazione alternativa, per coordinare le campagne mondiali, condividere e raffinare le strategie organizzative, informarsi vicendevolmente sui diversi movimenti sparsi per il mondo e sulle loro tematiche. Tende a incontrarsi in gennaio, quando il suo "grande rivale capitalista", il Forum economico mondiale, si riunisce a Davos (Svizzera).
- Forma estrema di pacifismo è pure l'autoimmolazione ossia il suicidio preceduto da dichiarazioni scritte o registrate in un video: molto conosciuta è l'autoimmolazione di Jan Palach e nel 2022 ha destato interesse mondiale l'autoimmolazione del cantante russo Ivan Petunin contro la guerra combattuta dai suoi connazionali in Ucraina.

#### XXI secolo
Oggigiorno il pacifismo conosce successi e strumentalizzazioni politiche. La consapevolezza pacifista deriva anche dal fatto un'ipotetica guerra nucleare porterebbe alla fine del pianeta. Ciò è ampiamente dimostrato dalle sempre più numerose manifestazioni, anche all'interno del movimento anti-nucleare, da parte di gente comune e politici, che si svolgono nelle principali città del pianeta ogni qual volta che scoppia un conflitto armato.
In un articolo di Carlo Gubitosa si afferma che negli ultimi anni siano diminuite le manifestazioni per le strade, ma sia aumentata la consapevolezza delle tematiche collegate al pacifismo. Si descrive come l'interesse sia aumentato verso la vendita di armi e quali siano le aziende e le nazioni che guadagnano maggiormente da tale attività.

## Critiche
La giornalista Gabriella Mecucci, che è stata caporedattrice de l'Unità, nel suo libro Le ambiguità del pacifismo, fornisce una descrizione di un pacifismo strumentalizzato politicamente dal Partito Comunista Italiano che negli anni 1980 era molto attento alle iniziative belliche degli Stati Uniti d'America e volontariamente ignaro delle iniziative analoghe dell'Unione Sovietica.
Altre critiche del pacifismo citano episodi come il genocidio del Ruanda per affermare che in alcuni casi l'intervento militare è preferibile al mantenimento dello stato attuale delle cose.
Lo psicologo Ugo Morelli, nel suo libro Conflitto parla dei limiti del pacifismo descrivendone il comportamento solamente reattivo, l'incapacità di sviluppare una educazione alla non belligeranza anche in tempo di pace ed il fatto di non aver individuato la scena primaria nel conflitto, non nella guerra. Per approfondire viene citato un libro di Andrea Cozzo, Conflittualità non violenta.

## Il pacifismo nell'ordinamento giuridico italiano
Con le Sentenze della Corte costituzionale n. 164 del 1985 e n. 228 del 2004 si è sancito che il dovere Costituzionale dei cittadini della Difesa della Patria, può venire svolto in maniera equivalente con modalità diverse e/o estranee alla Difesa militare.
Con DPCM del 18 febbraio 2004 è stato istituito presso la Presidenza del Consiglio dei
ministri un Comitato di consulenza per la difesa civile non armata e nonviolenta (DCNAN).
I vari ambiti di intervento dei peacekeeper, detti anche operatori di pace:
- prevenzione dei conflitti;
- edificazione della pace;
- mantenimento della pace;
- assistenza umanitaria;
- consolidamento della pace.

Esempi sono i Corpi Civili di Pace, i Caschi Bianchi.